# العقد الجديد
العقد الجديد (بالتركية: Yeni Akit)‏ هي إحدى الصُحُف التركية الوطنية اليومية المنشورة في تركيا وتتميز هذه الصحيفة بقربها من الحزب الحاكم في تركيا ومن الرئيس التركي رجب طيب أردوغان
وتنتقد الصحيفة التركية المنشورة الصهاينة والملُحدين والمجموعات المثلية في العالم

## التاريخ
تم نشرها لأول مرة تحت اسم العقد في 12 سبتمبر 1993 وتم تسميته الوقت في في 5 ديسمبر 2001.
وبعد وفاة نوري أيكون صاحب امتياز الصحيفة في الأناضول ، التي تنشر منذ أكثر من 9 سنوات ، في 13 سبتمبر 2010 ، كان الورثة القانونيون الذين لهم الحق في تسمية الصحيفة مترددين في ما إذا كان النشر سيستمر أم لا.
وفي هذا السياق ، كانت هيئة تحرير الصحيفة مُلزمة باتخاذ قرار جديد.وتم تسميتها بالعقد الجديد 

### رؤية الصحيفة
صحيفة العقد الجديد معروفة بكونها تعرض أفكارًا معاكسة ضد اليهود والأرمن واليونانيين واليزيديين والغولنيين والعلويين والملحدين والمثليين والمثليين والعلمانيين والماسونيين والاشتراكيين والشيوعيين والتركاليين والكماليين والرمادي الذئاب والنسويات من يوم لآخر وبشكل يومي 

## روابط خارجية
- الموقع الرسمي باللغة التركية
- habervaktim.com ، موقع إخباري مملوك لـ Yeni Akit